# Kloster Säben

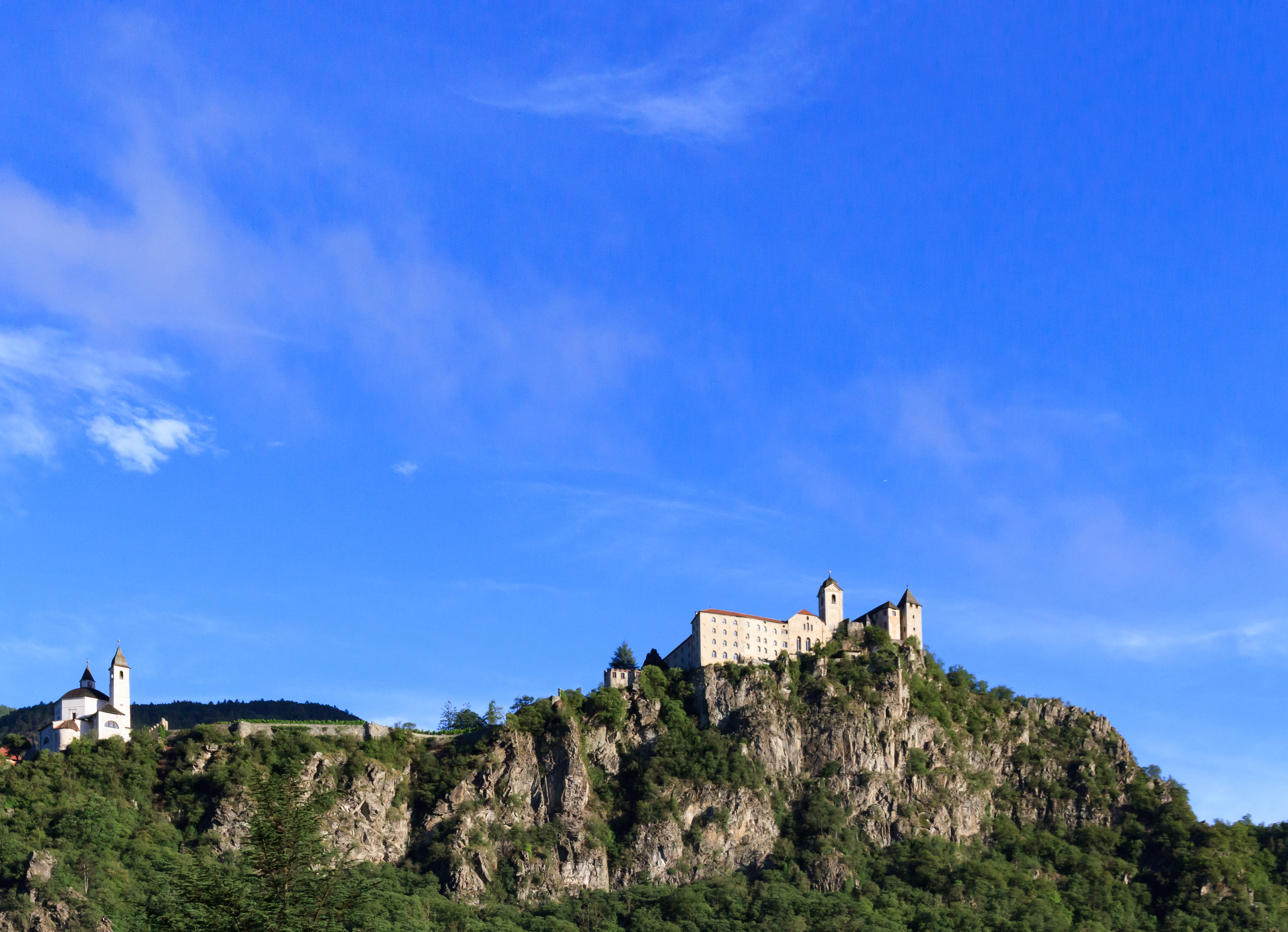
Kloster Säben, links die Liebfrauenkirche

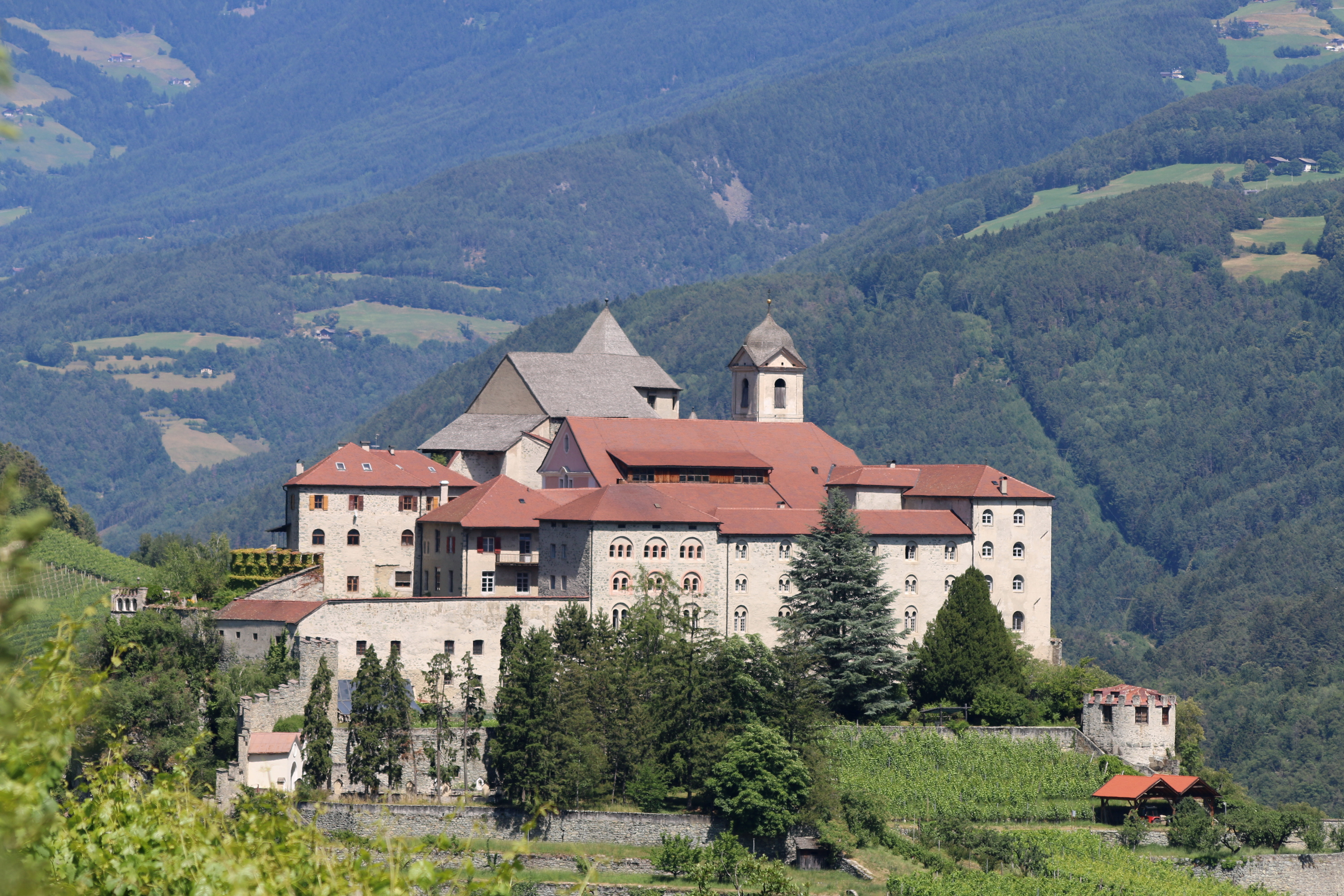
Kloster Säben von Südwesten

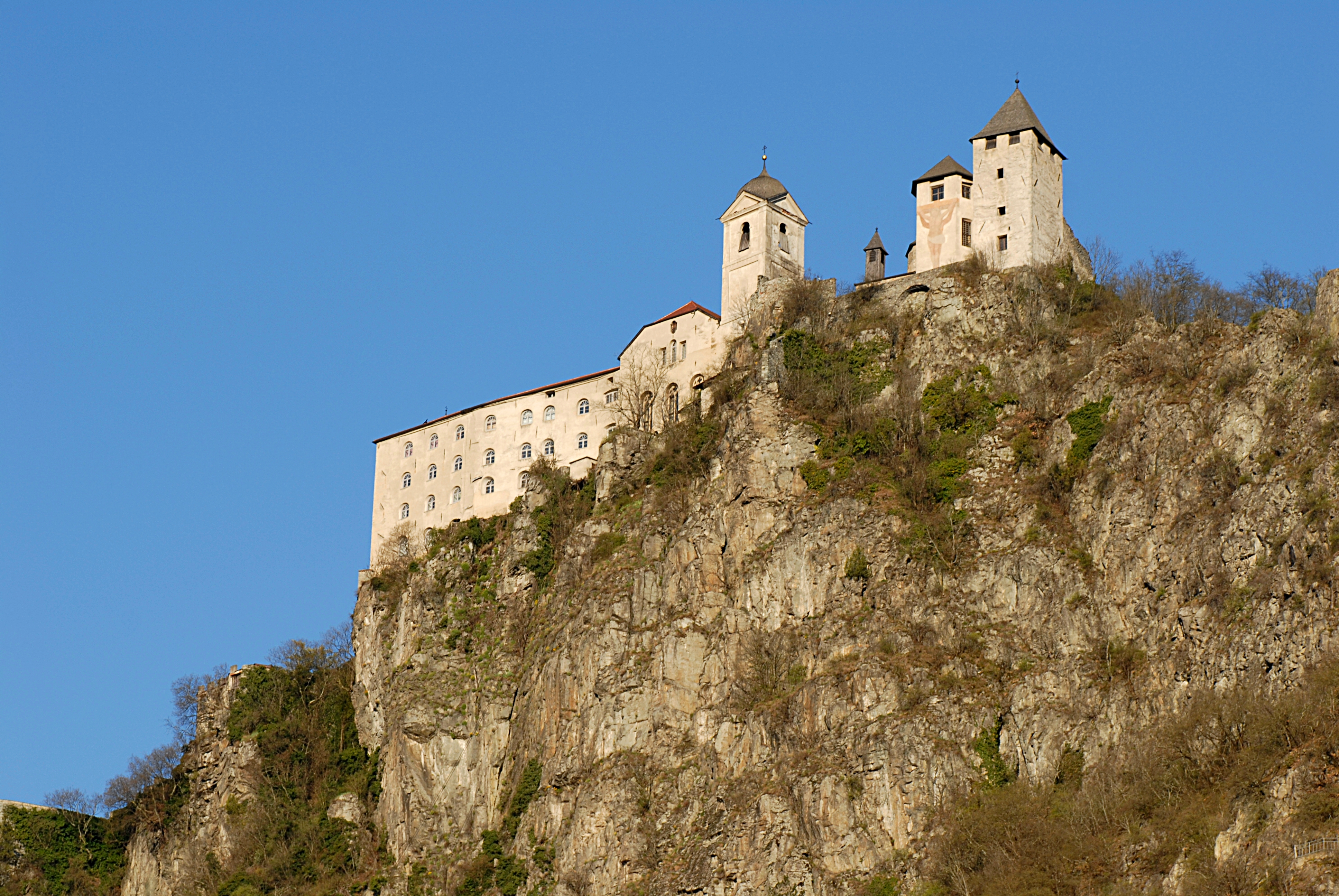
Kloster Säben von Osten

Das Kloster Säben war eine Benediktinerinnenabtei auf dem Säbener Berg in Südtirol. Es wurde im ausgehenden 17. Jahrhundert durch Nonnen des Salzburger Stifts Nonnberg gegründet und bestand bis November 2021. Seit 2024 übernehmen Mönche der österreichischen Zisterzienserabtei Heiligenkreuz die Pilgerseelsorge auf dem ehemaligen Klostergelände.

## Geschichte
Säben (lateinisch Sabiona), gelegen auf dem Heiligen Berg oberhalb von Klausen, war schon in der Jungsteinzeit besiedelt. Am Ort des heutigen Klosters befand sich früher eine spätrömische Siedlung, die sich bald zu einem frühchristlichen Zentrum entwickelte: Vom 6. Jahrhundert bis ca. 960 befand sich hier ein Bischofssitz, zu dem auch die im frühen 5. Jahrhundert errichtete und ausgegrabene Kirche im Weinberg gehörte.
Am 13. September 901 schenkte König Ludwig IV. dem Bischof Zacharias den Meierhof Prichsna, aus dem später Brixen entstehen sollte. Spätestens 960 unter dem Bischof Richbert wurde der Bischofssitz dorthin verlegt. Danach blieb Säben eine bischöfliche Wehrburg. Im 14. und 15. Jahrhundert war die Burg Säben Sitz des Richters von Klausen und Verwaltungsmittelpunkt der südlichsten Gebiete des Hochstifts Brixen. 1535 zerstörte ein Brand die Anlage, wodurch die Burg zu einer unbewohnten Ruine wurde.
Auf Betreiben von Kanonikus, Stadt- und Spitalspfarrer Matthias Jenner kamen im Jahr 1685 die ersten Nonnen, drei Chorfrauen und zwei Laienschwestern, aus dem Stift Nonnberg in Salzburg nach Säben, um das aus den Ruinen zu errichtende Kloster zum Heiligen Kreuz auf Säben zu beleben. Die auf den 21. November 1686 datierte Gründungsurkunde des Fürstbischofs Johann Franz Khuen von Belasi, der auch die Klosterkirche weihte, bestätigt die Errichtung des neuen Klosters. 1699 wurde das Kloster zur Abtei erhoben und M. Agnes von Zeiller (in den Quellen auch Maria Agnes Zeillerin genannt) zur ersten Äbtissin erwählt.
1974 wurde das Kloster in die Beuroner Kongregation aufgenommen. Die kontemplativen Benediktinerinnen lebten in strenger Klausur, widmeten sich dem Chorgebet und der häuslichen Arbeit, kümmerten sich aber auch um Pilger und nahmen im Sommer Gäste im Gästehaus auf.
Von 1970 bis 1996 leitete die aus der Abtei Herstelle stammende Marcellina Pustet als zehnte Äbtissin die Gemeinschaft. 1996 wurde Maria Ancilla Hohenegger zur elften Äbtissin des Klosters geweiht.
Im Mai 2021 verkündete Äbtissin Maria Ancilla Hohenegger, das Kloster Säben in absehbarer Zeit wegen Nachwuchsmangels aufzulassen. Ihr Entschluss wurde vorab mit Ivo Muser, dem Bischof der Diözese Bozen-Brixen, und Abt Albert Schmidt, dem Abtpräses der Beuroner Kongregation, abgestimmt. Die letzten drei Nonnen übersiedelten im November 2021 in die Zisterzienserinnenabtei Mariengarten und die Abtei Nonnberg; anschließend wurde das Kloster an das Bistum Bozen-Brixen übergeben.
Die Südtiroler Filmemacherinnen Evi Oberkofler und Edith Eisenstecken begleiteten die Nonnen in den letzten Monaten vor Auflösung des Konvents und fassten ihre Eindrücke im Film „Saeben“ zusammen. Über die weitere Nutzung der Baulichkeiten entspann sich in der Folge ein innerkirchlicher Streit.
Ab 2022 führte die Diözese Bozen-Brixen Gespräche mit dem österreichischen Zisterzienserkloster Stift Heiligenkreuz über eine mögliche Wiederbesiedelung. Nach Abwägungen des Konventes über eine mögliche Wiederbesiedelung – da man in den vergangenen Jahrzehnten bereits zwei neue Priorate in Deutschland gegründet hatte, die beide noch vom Mutterkloster abhängig sind – wurden im 2023 vier Brüder dorthin geschickt, um das Vorhaben zu prüfen. 2024 fasste die Zisterzienserabtei Stift Heiligenkreuz im Wienerwald den Entschluss, mit ihren Mönchen die Betreuung des Klosters Säben zu übernehmen. Es soll als spiritueller Ort wiederbelebt werden, ohne dass dort ein eigenes Priorat entsteht. Im September 2024 zog Pater Kosmas Thielmann OCist als einziger in das Kloster ein und übernahm die Pilgerseelsorge.

## Baulichkeiten
Das Klostergebäude wurde gegen Ende des 17. Jahrhunderts aus den Ruinen der mittelalterlichen bischöflichen Burg erbaut. Die schlichte Klosterkirche ist ein Werk von Giovanni Battista Delai aus Scaria. Um 1890 erfolgten am Kloster Um- und Ausbauarbeiten. In unmittelbarer Nachbarschaft zur Abtei befinden sich mit der Heilig-Kreuz-Kirche und der Liebfrauenkirche zwei weitere Sakralbauten.

## Äbtissinnen
- 1686–1715: Maria Agnes Zeiller von Zeillhaimb zu Weiss und Schwarzenfeld
- 1715–1734: Maria Antonia Spergser
- 1734–1749: Agnes Thekla Zeiller von Zeillhaimb zu Weiss und Schwarzenfeld
- 1749–1773: Maria Floriana Pezer
- 1773–1812: Maria Candida Mayr
  - 1812–1892: Oberinnen im Dreijahresturnus
- 1882–1910: Ida Urthaler
- 1910–1921: Aloisia Steiner
- 1921–1940: Beatrix Kopp
- 1940–1969: Maria Magdalena Felderer
- 1970–1996: Marcellina Pustet
- 1996–2021: Maria Ancilla Hohenegger

## Trivia
Nach Kloster Säben wurden im Stadtbezirk Untergiesing-Harlaching in Bayerns Landeshauptstadt München 1906 die Säbener Straße und 1923 der Säbener Platz benannt. Die Säbener Straße ist insbesondere für die dort gelegene Geschäftsstelle und das Trainingsgelände des FC Bayern München bekannt.

## Filmische Porträts
- Evi Oberkofler (Regie) und Edith Eisenstecken (Produktion): SAEBEN, (Arbeitstitel: Hohe Mauern – Geschichten aus dem Kloster Saeben) Film, 90 Minuten, 2023, Italien.[18][19][20]